# Rochebrune, Hautes-Alpes

Rochebrune este o comună în departamentul Hautes-Alpes, Franța. În 1 ianuarie 2022 avea o populație de 197 de locuitori.